# New Juke Box Hits
New Juke Box Hits — пятый альбом американского певца Чака Берри. В американский хит-парад он не вошёл.

## Обзор
Несмотря на название, ни одна из песен собственно Чака Берри хитом не была. Лишь две кавер-версии — «Route 66» и «Rip It Up» были в своё время хитами для Ната Кинга Коула (1946) и Литла Ричарда (1956) соответственно. Открывающую песню «I’m Talking About You» позже записывали британские группы The Hollies, The Animals, The Yardbirds, The Rolling Stones и другие. Блюз «Don’t You Lie to Me» был впервые записан чикагским блюзменом Хадсоном Уиттекером в 1940 году (в разное время эту песню также записывали Фэтс Домино и The Rolling Stones). Все песни были записаны в студии Chess Records в Чикаго. Раскрутка альбома осложнялась судебным разбирательством, в которое в то время был вовлечён Берри, и по итогам которого певец был заключён в тюрьму в феврале 1962 года.

## Список композиций
Все композиции написаны Чаком Берри, за исключением отмеченных особо.
| №   | Название                   | Автор(ы)                         | Длительность |
| --- | -------------------------- | -------------------------------- | ------------ |
| 1.  | «I’m Talking About You»    |                                  | 1:46         |
| 2.  | «Diploma for Two»          |                                  | 2:38         |
| 3.  | «Thirteen Question Method» |                                  | 2:12         |
| 4.  | «Away From You»            |                                  | 2:38         |
| 5.  | «Don’t You Lie to Me»      | Хадсон Уиттекер                  | 2:02         |
| 6.  | «The Way It Was Before»    |                                  | 2:52         |
| 7.  | «Little Star»              |                                  | 2:45         |
| 8.  | «Route 66»                 | Бобби Троуп                      | 2:45         |
| 9.  | «Sweet Sixteen»            |                                  | 2:45         |
| 10. | «Runaround»                |                                  | 2:31         |
| 11. | «Stop and Listen»          |                                  | 2:26         |
| 12. | «Rip It Up»                | Роберт Блэкуэлл, Джон Мараскалко | 1:57         |

## Участники записи
- Чак Берри — гитара, вокал
- Фред Белоу — барабаны
- Джонни Джонсон — фортепиано
- Реджи Бойд — бас-гитара
- Лерой К. Дэвис — тенор-саксофон
- Джаспар Томас — барабаны

## Альбомные синглы
- I’m Talking About You / Little Star (февраль 1961)